# Parti libéral démocrate arménien
Le Parti libéral démocrate arménien ou le Ramgavar (en arménien Ռամկավար Ազատական Կուսակցություն) (héritier du Parti Arménagan établi à Van, Empire ottoman en 1885) est un parti politique de centre droit de la diaspora arménienne, fondé en 1921.

## Les Ramgavars au Liban
Le Parti libéral démocrate arménien (Ramgavar), présent au sein de la bourgeoisie arménienne de Beyrouth, fut traditionnellement l'allié du parti arménien de centre-gauche, le Parti social-démocrate Hentchakian (Hentchak) en opposition à la Fédération révolutionnaire arménienne (Tachnag).
Il est aussi le troisième parti politique arménien sur la scène politique libanaise. Le parti accède au Parlement libanais en 2000, via son chef, Hagop Kassarjian, élu sur la liste de Rafiq Hariri. Kassarjian conserve son siège en 2005 et fait partie du bloc parlementaire du Courant du futur, dirigé aujourd'hui par Saad Hariri.